# شونچیونلیای
شونچیونلیای (به لاتین: Švenčionėliai) در لیتوانی با جمعیت ۶٬۵۸۵ نفر است که در Švenčionys district municipality واقع شده‌است.